# Kłodnica
Kłodnica (deutsch Klodnitz) ist ein Stadtteil der Stadt Kędzierzyn-Koźle und gehört zum Powiat Kędzierzyńsko-Kozielski in der Woiwodschaft Oppeln, Polen. Die zuvor eigenständige Stadt verschmolz 1975 mit den am rechten Oderufer und der Klodnitz gelegenen Industriestädten Kędzierzyn und Sławięcice sowie der links der Oder befindlichen alten Stadt Koźle zu einer Stadt Kędzierzyn-Koźle.

## Geschichte
Zwei Kilometer östlich von Cosel, nördlich der Klodnitz vor ihrer Mündung in die Oder gelegen, wurde das Dorf Klodnitz 1532 erstmals erwähnt.
Durch den Bau des Klodnitzkanals entstand in Klodnitz mit der ersten Kanalschleuse der Umschlagplatz zur Oderschifffahrt. 1924 wurde der Ort Cosel-Oderhafen nach Klodnitz eingegliedert. In der Gemeinde befand sich nunmehr der zweitgrößte Binnenhafen des Deutschen Reiches, der zum Mündungsbecken des Gleiwitzer Kanals ausgebaut wurde. Klodnitz wurde zum Sitz eines Hafenamtes, Reedereien waren hier ansässig. Mit der Entwicklung von Kandrzin zu einem Standort der Chemischen Industrie entstanden in Klodnitz Wohnungen für die dort Beschäftigten.
1945 fiel der Ort als Kłodnica an Polen. 1973 erhielt die Gemeinde Kłodnica das Stadtrecht, um bereits zwei Jahre später in die neue Stadt Kędzierzyn-Koźle eingemeindet zu werden.

## Einwohnerzahlen
1783:   383 Einwohner 

1825:   674 

1885: 1.850 

1905: 3.166 

1925: 4.165 

1939: 4.934 

1961: 3.784 (auf einer Fläche von 22,43 km²) 

1970: 4.400